# وومرا، استرالیای جنوبی
وومرا (به انگلیسی: Woomera) یک شهرک در استرالیا است که در استرالیای جنوبی واقع شده‌است.